# 剑川县 (古代)
剑川县，宋代古县名。
北宋宋徽宗宣和三年（1121年）以龙泉县改名，以避龙字讳。治今浙江省龙泉市，属处州。为处州六县之一，位于处州西南部，南邻建州。南宋宋高宗绍兴元年（1131年）复名龙泉县。